# Logenhaus (Emser Straße, Berlin)

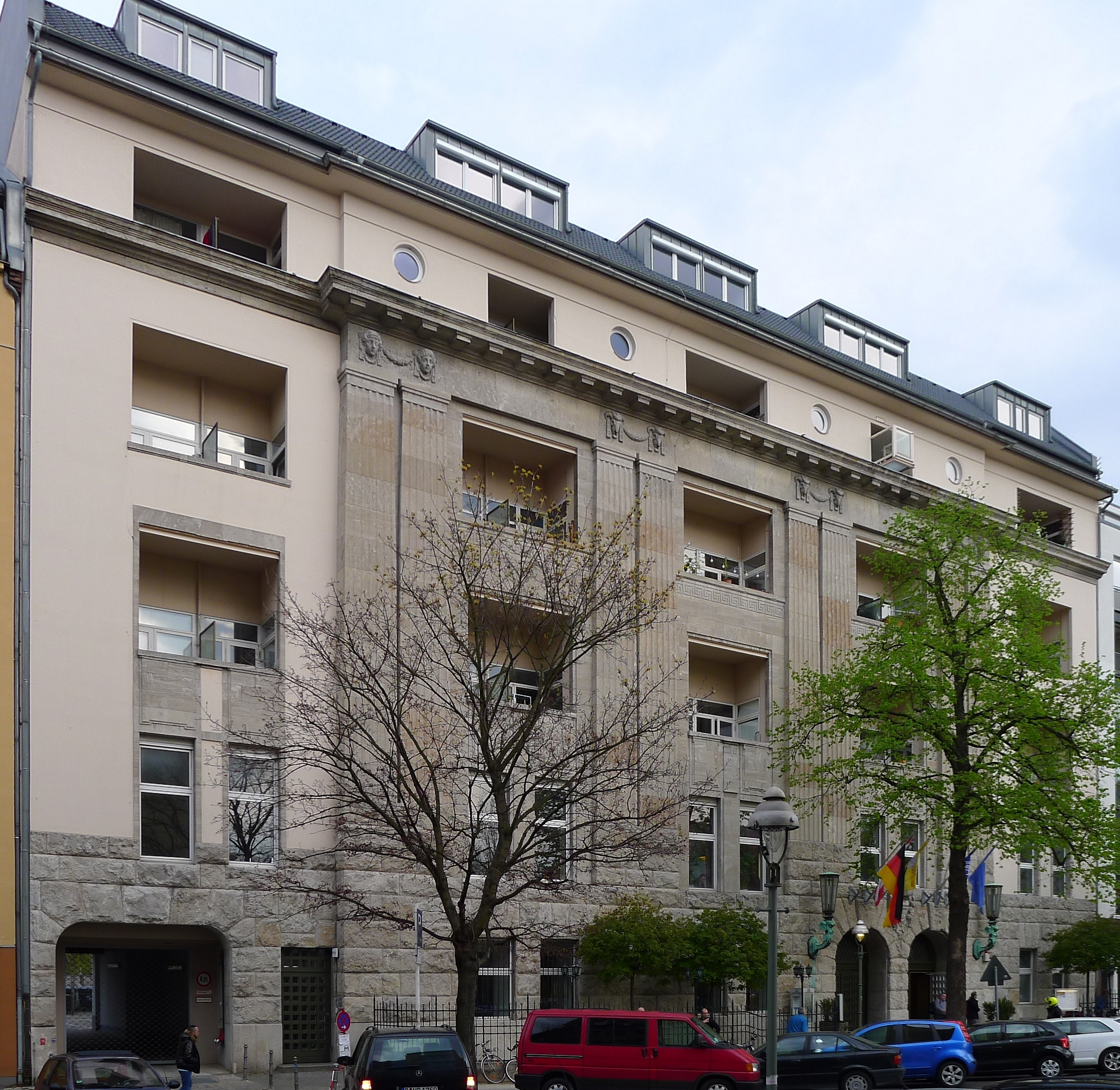
Logenhaus

Das Berliner Logenhaus ist ein von 1911 bis 1913 erbautes Logenhaus in Berlin-Wilmersdorf und ein gelistetes Baudenkmal.

## Geschichte
Von 1911 bis 1913 wurde das Gebäude in der Emser Straße nach dem Entwurf des Regierungsbaumeisters Max Grünfeld für rund 1 Million Goldmark erbaut. Es war das Logenhaus der ehemaligen Provinzial Großloge von Hamburg. Im Zweiten Weltkrieg wurde das Gebäude größtenteils zerstört, in den 1970er Jahren jedoch wieder aufgebaut und als „Berliner Logenhaus“ wiedereröffnet. Das heutige Baudenkmal beherbergt Wohnungen, eine Bibliothek, Logenräume, Verwaltungsräume sowie Restaurants.